# Fredrik Adolf Thollander
Fredrik Adolf Thollander, född 10 november 1805 i Landeryds församling, Östergötlands län, död 10 augusti 1861 i Karlstads stadsförsamling, Värmlands län, var en svensk borgmästare och politiker.

## Biografi
Fredrik Adolf Thollander föddes 1805 i Landeryds socken. Han var son till löjtnanten och godsägaren Sven Fredrik Thollander och Ulrika Margareta Graver. Thollander blev 1823 student vid Uppsala universitet och avlade 1825 hovrättsexamen. Han var från 1843 till 1856 auditör vid Värmlands regemente och var ombudsman vid Värmlands hypoteksförening. Thollander blev 1858 borgmästare i Karlstads stad. Han var riksdagsledamot för borgarståndet i Karlstads stad vid riksdagen 1859–1860. Thollander avled 1861 i Karlstad.

### Familj
Thollander gifte sig 1845 med Hilda Myrin.